# Cerámicas de Caltagirone
La Cerámica di Caltagirone es un tipo de cerámica elaborada en el centro homónimo; es una de las más documentadas y estilísticamente variadas, así como una de las más conocidas del mundo.

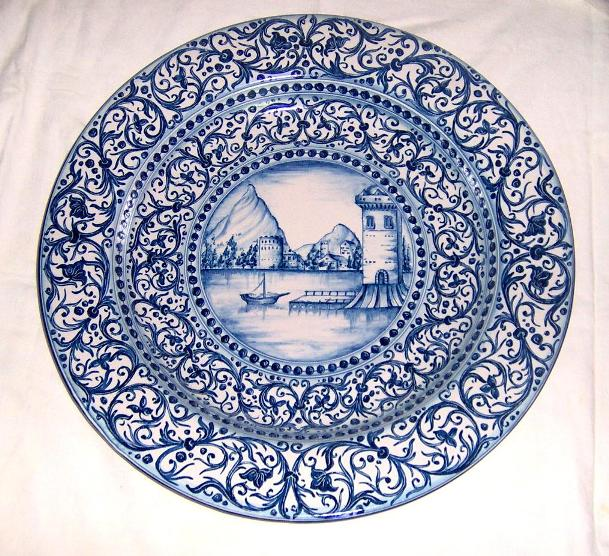
Fangotto de cerámica.

Su conocimiento histórico se basa en una investigación reciente realizada en el contexto de la creación del Museo de la Cerámica, primero dentro de la Escuela de Cerámica local y luego en su propia sede bajo la égida de la República Italiana y la Región Siciliana.

## Historia

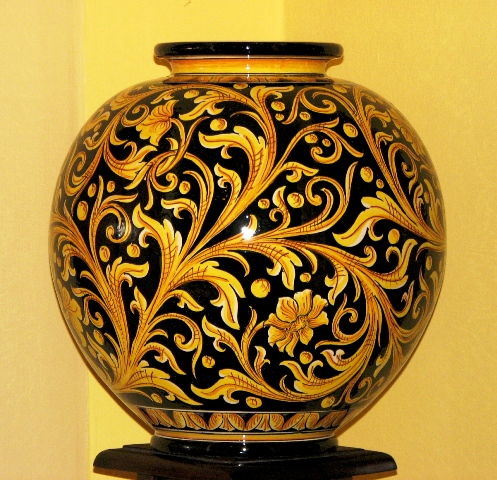
Un tarro de cerámica de Caltagirone.

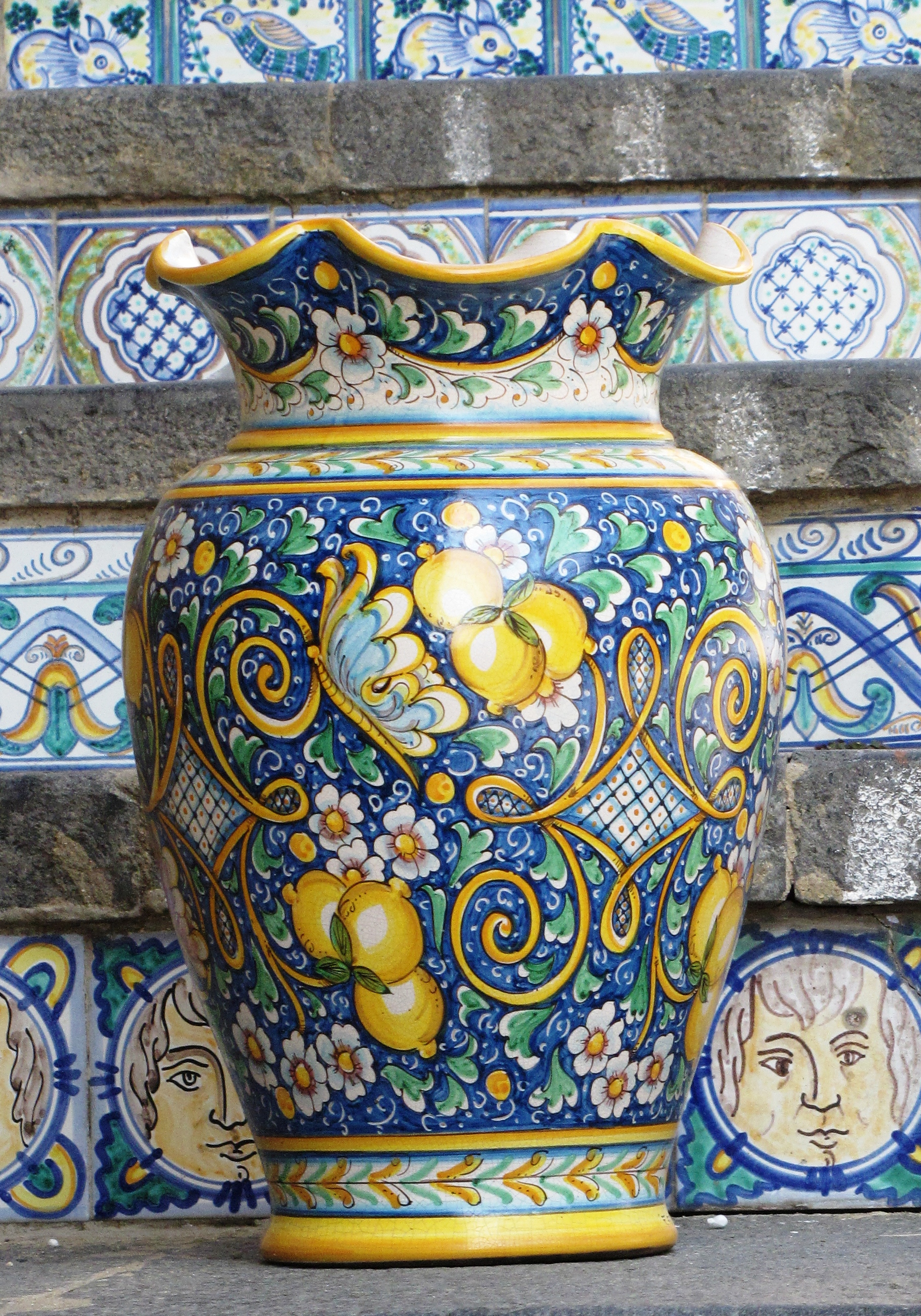
Cerámica de Caltagirone.

Los datos arqueológicos adquiridos en las excavaciones realizadas por Paolo Orsi en la zona de Caltagirone confirman lo que el jesuita Giampaolo Chiarandà escribió de paso en su historia de la ciudad de Piazza Armerina. El escritor, de hecho, admitió que allí el arte de la cerámica había precedido a la Sicilia árabe y que era practicada "por muchos alfareros".
Las razones por las que la cerámica de Caltagirone tuvo un impulso significativo en la Edad Media se encuentran no solo en la buena calidad de las  arcillas, sino también en las inmensas maderas cercanas que proporcionaron la madera para cocinar los artefactos en hornos a los numerosos alfareros locales. Las "quartares" de Caltagirone para contener miel eran conocidos en todas partes, como la producción de miel mencionada por el geógrafo árabe Edrisi. También se mencionan en los inventarios de bienes legados, como el de 1596 de Don Matteo Calascibetta, Barón de Costumino.
En Caltagirone también hay algunos importantes centros educativos dedicados a la cerámica. En 1918 Don Luigi Sturzo fundó el Instituto Estatal de Arte de la Cerámica, donde capacitar a los artesanos que pudieran continuar en esta tradición local.

## Los silbidos
Un objeto característico prehistórico se encuentra en el Museo de la Cerámica de Caltagirone (Fundado en 1965) y que no se había entendido en absoluto antes de una restauración. Está compuesto por dos tinajas de barro negruzco con decoración de grafitis lineales, soldadas entre sí con los vientres y que se comunican a través de numerosos orificios realizados en la misma junta. En el centro, comunicando externamente con los dos frascos, se aplica un pico que debía usarse para introducir aire soplándolos. Evidentemente en las dos tinajas llenas de agua, la introducción de aire a través del pico debió determinar un característico gorgoteo, que probablemente sirvió para la caza en el bosque como llamada de pájaros y otros animales.

## Belénes
En Caltagirone, los primeros ejemplos de figuras de cerámica para el belén probablemente se remontan a la Edad Media. En el siglo XVIII contamos a Antonio Branciforte y Antonio Margioglio entre los sanctarios, una verdadera categoría de artesanos que producían estatuillas de la Sagrada Familia y santos para belenes. La difusión del ritual se remonta a principios del siglo XVIII, cuando familias de todos las clases sociales competían entre sí para crear la escenografía más hermosa o la figurilla más detallada de la ciudad. De hecho, son las escenas de la vida popular, campesina y pastoral las que inspiran a los maestros.
A finales de siglo, esta tradición, alcanzó altos niveles artísticos promovindo el turismo en la ciudad de Caltagirone.